# Valentine Kalumba
Valentine Kalumba OMI (Mufulira, Zâmbia, 17 de janeiro de 1967) é um ministro da Zâmbia e bispo católico romano de Livingstone.
Valentine Kalumba estudou desde 1994 nos seminários de Mpima e Lusaka. Em janeiro de 2001 entrou no noviciado dos Oblatos de Hünfeld e fez sua profissão perpétua em 20 de fevereiro de 2002. Em 22 de outubro de 2005 recebeu o Sacramento da Ordem.
Além de várias tarefas na ordem e na pastoral paroquial, foi diretor da própria estação de rádio da ordem em Mongu de 2011 a 2014. Ele então passou um ano como economista no Centro de Treinamento de Filosofia de Ouagadougou. Além disso, é Delegado Adjunto dos Oblatos da Zâmbia desde 2011 e Pároco na Diocese de Kabwe desde 2014.
O Papa Francisco o nomeou Bispo de Livingstone em 18 de junho de 2016. Seu antecessor, Raymond Mpezele, o consagrou bispo em 3 de setembro do mesmo ano. Co-consagradores foram o Bispo de Chipata, George Cosmas Zumaire Lungu, e o Bispo de Kabwe, Clement Mulenga.